# Theeb
Hành trình sa mạc (tiếng Ả Rập: ذيب, Bản mẫu:IPAc-ar, "wolf") là một phim Jordan sản xuất năm 2014, bộ phim truyền hình, kinh dị được viết và đạo diễn bởi Naji Abu Nowar. Nó tập trung vào cậu bé Bedouin, Theeb, những người phải sống sót trong sa mạc Wadi Rum rộng lớn. Bộ phim diễn ra trong bối cảnh Trung Đông thời Chiến tranh thế giới I, sau vụ Cuộc nổi dậy của Ả Rập chống lại cai trị của Đế quốc Ottoman. Bộ phim đã sử dụng các diễn viên không chuyên nghiệp từ cộng đồng người Bedouin ở miền nam Jordan và được coi là một "Bedouin Viễn Tây". Nó cũng đã được mô tả là một Câu chuyện sắp tới.
Bộ phim chiếu ở phần Horizons tại Liên hoan phim Venice 71 vào ngày 4 tháng 9 năm 2014, nơi Abu Nowar đoạt giải Đạo diễn xuất sắc nhất. Nó được đề cử cho Giải Oscar cho phim ngoại ngữ hay nhất tại Giải Oscar lần thứ 88, làm cho nó trở thành đề cử đầu tiên của người Jordan. Tại Giải BAFTA lần thứ 69, Theeb được đề cử cho Giải BAFTA cho phim hay nhất không phải bằng tiếng Anh, nơi mà các giám đốc đã giành được Ra mắt xuất sắc của một nhà văn Anh, Giám đốc hoặc Nhà sản xuất.

## Nội dung
Đó là năm 1916. Những anh em mồ côi gần đây Hussein và Theeb, con thứ hai và thứ ba của một người Do Thái ở bộ lạc Howeitat, đến từ một gia đình pilgrim hướng dẫn, và đã quen với lối sống du mục. Một đêm, trại của họ được truy cập bởi Edward, một sĩ quan Anh, và một người Ả Rập tên là Marji. Viên cảnh sát đang mang một cái hộp bằng gỗ, có tin đồn chứa vàng, làm tăng sự tò mò của Theeb. Hussein được yêu cầu hướng dẫn họ đến một vị La Mã giếng nằm trên đường mòn của những người hành hương, bên cạnh chiến lượcĐường sắt Hejaz. Những người đàn ông ở trại cảnh báo rằng con đường mòn này tràn ngập kẻ cướp. Theeb muốn tham gia, nhưng anh trai của ông khăng khăng để lại anh ta phía sau. Ngày hôm sau khi cả nhóm ra đi, cậu bé này ngược đãi anh trai của mình và theo dõi họ và quản lý để bắt kịp sau một ngày đi bộ. Mặc dù có sự phản đối từ Hussein và Marji liên quan đến sự hiện diện của Theeb và nỗi sợ hãi cho sự an toàn của anh, Edward vẫn kiên quyết tiếp tục đi du lịch ngay lập tức, vì vậy Theeb ở lại với nhóm.
Sau khi đến giếng, họ phát hiện ra rằng nó bị ô nhiễm bởi máu từ các xác chết được ném vào đó. Nhóm sau đó nhận thấy rằng họ đang bị một nhóm người ở xa nhìn thấy. Họ nhanh chóng trốn thoát, nhưng Edward nhấn mạnh rằng họ sẽ tiếp tục. Hussein dẫn họ đến một cái giếng gần đó trong hẻm núi, nơi họ bị phục kích. Edward và Marji bất ngờ bị bắn chết từ xa. Hussein và Theeb trốn khỏi bọn cướp; khi màn đêm buông xuống, một cuộc giao chiến với bọn cướp đã khiến Hussein chết. Trong khi cố gắng để trốn thoát, Theeb đi và rơi vào giếng. Một tên cướp giật dây buộc túi nước. Anh ta leo lên ngày hôm sau, và thấy mình bị mắc kẹt trong sa mạc. Cậu bé khóc cho người anh trai bị sát hại của mình và chôn cậu bé trên cát.
Theeb dành cả ngày đi lang thang quanh hẻm núi, và cuối cùng chú ý một con lạc đà hướng về phía anh từ xa. Anh ta đến gần con lạc đà, và thấy một người đàn ông vô thức sụp đổ trên đầu. Ngày hôm sau, Theeb thức dậy để thấy người đàn ông nhìn chằm chằm vào anh. Ông là Hassan, một người lính đánh thuê bị thương nặng, là một trong những kẻ gây ra vụ thảm sát. Theeb là quá nhỏ để có được lạc đà để tuân theo anh ta, và Hassan là quá đau để di chuyển. Họ ban đầu là hung dữ và thù địch, nhưng sớm nhận ra rằng họ cần sự giúp đỡ của nhau để tồn tại.
Theeb dành thời gian với Hassan, cho ăn và chữa bệnh cho anh ta. Hassan yêu cầu Theeb không phản bội anh ta, xem xét anh ta để Theeb ăn với anh ta như thế nào. Ngày hôm sau, đôi vợ chồng gắn lạc đà và hướng về phía ga tàu lửa Ottoman. Họ va chạm với các nhà hoạt động Ảrập yêu cầu các câu hỏi của Hassan về đồ dùng của phương Tây hiện đại của ông - họ đang tìm kiếm sĩ quan Anh, người đã phối hợp một cuộc tấn công với họ chống lại Ottoman trên đường sắt Hejaz. Được phép vượt qua, hai người tiếp tục đi về hướng ga. Trên đường đến đó, họ đi qua một phần đường sắt, nơi có hàng chục nhà cách mạng Ảrập đã chết. Họ đã chờ đợi viên sĩ quan Anh, với chiếc hộp phát bằng gỗ của ông, nhằm phá hủy đường sắt. Tại nhà ga, Hassan bán đồ đạc của người Anh cho một người Thổ Ottoman để đổi lấy bạc. Khi Theeb nhìn thấy cách Hassan bán các vật phẩm, đặc biệt là hộp gỗ, anh ta chán ghét sự phản bội của Hassan (một người Ả Rập) đối với Turks và quyết định giết anh ta. Young Theeb đợi bên ngoài nhà ga và bắn chết Hassan. Trưởng của Ottoman cho phép cậu bé đi sau khi biết được rằng Hassan đã giết anh trai của mình, và Theeb đi một mình trên sa mạc.

## Cast
- Jacir Eid Al-Hwietat vai Theeb
- Hussein Salameh Al-Sweilhiyeen vai Hussein
- Hassan Mutlag Al-Maraiyeh vai Người lạ
- Jack Fox vai Edward
- Marji Audeh vai Người hướng dẫn

## Sản xuất

### Phát triển

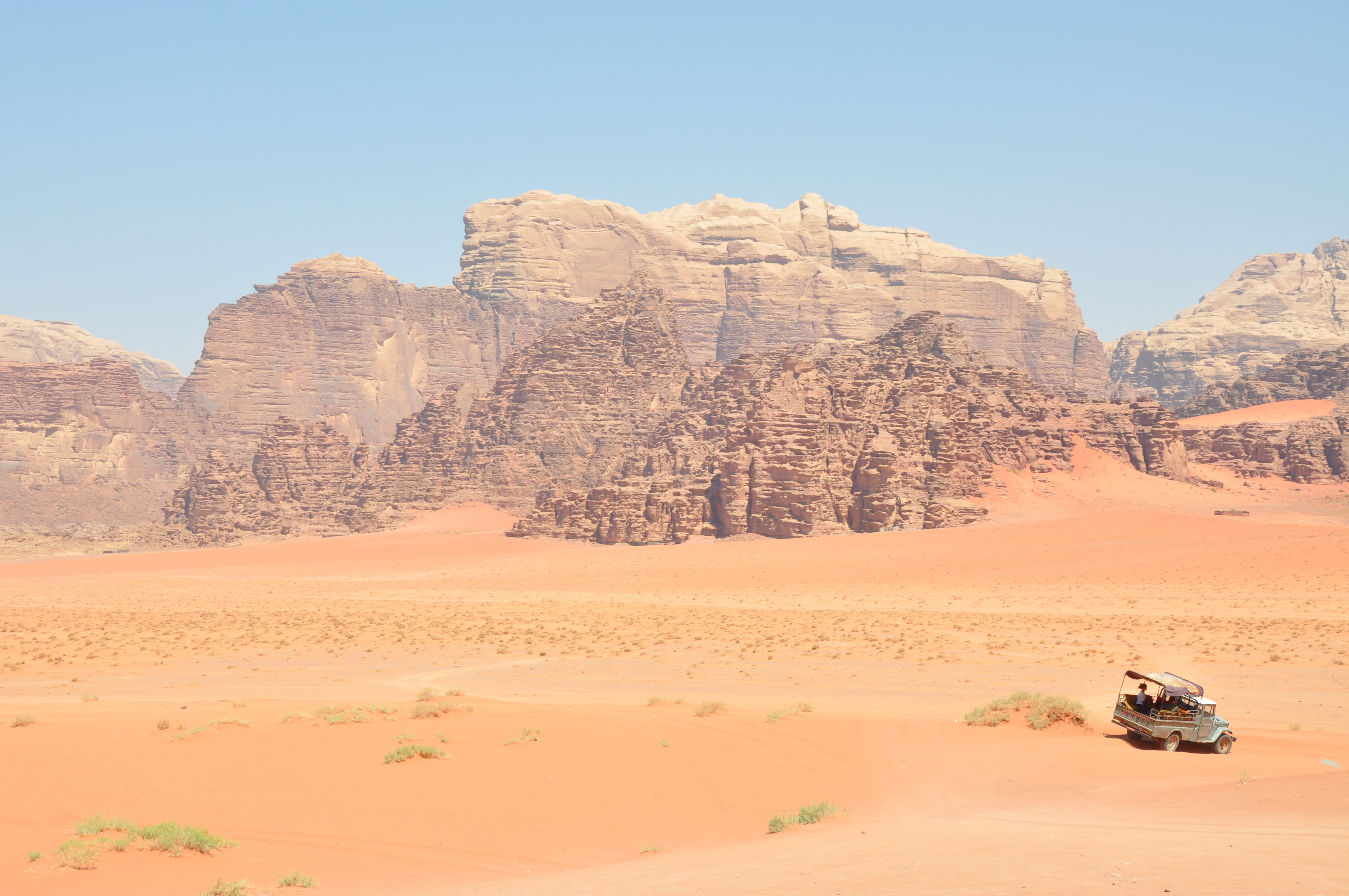
Theeb đã được quay hoàn toàn Wadi Rum, in southern Jordan.

Bassel Ghandour đã viết kịch bản và chia sẻ nó với Naji Abu Nuwar với ý tưởng làm một bộ phim ngắn, Naji đã quay lại và đề xuất đây là một bộ phim truyện, và từ đó câu chuyện bắt đầu. Trong khi chuẩn bị làm bộ phim, Bassel và Naji đã dành một năm ở sa mạc sống ở làng Shakrieh với cộng đồng địa phương, học cách sống ở Bedouin. Ban đầu, các nhà văn dự định sẽ có những nhân vật nữ tham gia. Điều này đã bị cản trở bởi thực tế là họ muốn sử dụng các diễn viên không chuyên nghiệp và không tìm thấy phụ nữ từ các cộng đồng Bedouin sẵn sàng hành động trong một bộ phim. Họ xem xét đưa nữ diễn viên chuyên nghiệp nhưng họ không biết phương ngữ Bedouin, vì vậy bộ phim sẽ mất đi một số tính xác thực của nó. Jack Fox là sĩ quan Anh là diễn viên chuyên nghiệp duy nhất tham gia; người Bedouin chưa bao giờ tham gia vào bất kỳ loại diễn xuất nào. Một số hội thảo đã diễn ra để chuẩn bị cho các diễn viên Bedouin cho bộ phim, những người đã được lựa chọn bởi thử giọng.
When Naji Abu Nowar found Jacir, the actor playing Theeb, he did not like him as an actor. He added "as he was so shy and quiet and I never considered him, but he has this crazy thing that when you put him on camera he a different person. Immediately it became obvious. And so he was the first person we cast and we never looked back or at anyone else." Việc cấp kinh phí, mặc dù không đáng [ý kiến], được bảo đảm bởi các nhà đầu tư trong khu vực tư nhân, cũng như một số tổ chức; Abdullah II quỹ phát triển, viện phim Doha và quỹ điện ảnh Sanad thuộc Abu Dhabi.

### Quay phim
Cộng đồng quay phim của Jordan đã từng bận tâm với bộ phim khủng bố của Kathryn Bigelow Zero Dark Thirty và do đó việc quay phim phải được hoãn lại. Nhóm sản xuất đã quay cùng một khu vực nơi David Lean bắn Lawrence xứ Ả Rập vào đầu những năm 1960; họ đã phải tránh những địa điểm này do hoạt động du lịch nặng nề. Việc quay phim diễn ra ở ba địa điểm; Khu trại bộ lạc của Theeb đã bị bắn vào Wadi Araba,bên cạnh khu vực biên giới quân sự của Israel, đường kẻ hành hương đã bị bắn vào Wadi Rum, và pháo đài Ottoman bị bắn vào Daba'a khoảng 70 km Nam của Amman. Một hẻm núi, nơi nhóm trong bộ phim bị phục kích, mất vài tháng để tìm và yêu cầu một loại địa lý cụ thể. Nó đã đội một giờ off-roading để có được hẻm núi mỗi ngày. Bởi vì vị trí quay phim cụ thể đó là cần thiết, kế hoạch tổ chức quay phim như một đơn vị du mục là không thực tế. Sẽ rất tốn kém và quá nguy hiểm khi cắm trại ở khu vực nơi không tiếp nhận điện thoại di động. Thay vào đó, họ sống trong một trại sa mạc du lịch gần đó. Trại đã chạy nước và máy phát điện nhưng vẫn tham gia một số cuộc chạy trốn và không có điện thoại tiếp nhận.
Trong số những khó khăn chính mà thủy thủ đoàn phải đối mặt trong đợt bắn năm tuần là cát và nhiệt. Tại Wadi Rum, họ bị ảnh hưởng bởi lũ quét, bão và mưa. Và ở Wadi Araba, nhiệt độ thường vượt qua 40 độ Celsius. Nowar nhớ lại: "Chúng tôi luôn bị kẹt trong cát, tôi không thể đếm số lần Bedouin phải giải cứu chúng tôi." Trong quá trình hậu sản xuất, Lloyd nhận ra rằng một chuỗi chính trong đó Theeb leo lên khỏi sa mạc cũng cần phải được reshot, như nó đã được nhìn thấy rằng Eid không thể bơi. Abu Nowar đã dành bốn tháng cuối tuần dạy Eid bơi, trước khi lấy lại toàn bộ chuỗi với một bộ tóc giả để trang trải cho mái tóc ngắn hiện tại của mình. Abu Nowar nói với nhà phê bình Times Kate Maltby: "Tôi đã làm sau khi mất, tuyệt vọng hy vọng nó sẽ không trôi nổi trong nước."

### Hiệu ứng hình ảnh
Do ngân sách thấp của bộ phim, nhà sản xuất quay sang sinh viên tại San Francisco Học viện Nghệ thuật Đại học to help them with the visual effects.

## Phát hành
"Theeb" được trình chiếu ở Jordan ở làng Shakiriyah, nơi bộ phim có nguồn gốc. Thủ tướng có sự tham dự của cộng đồng Bedouin trong làng và của người dân từ khắp Jordan. Nó đã được ra mắt quốc tế tại Liên hoan phim Venice 71, nơi Abu Nowar giành giải thưởng Đạo diễn xuất sắc nhất trong hạng mục Horizons. Sau đó, bộ phim đã trở thành một phòng vé xuất sắc của mười một quốc gia Ả Rập.

### Phản ứng phê bình
"Theeb" nhận được những nhận xét tích cực, và được một số nhà phê bình mô tả là "Bedouin-Western". Rotten Tomatoes, bộ phim có rating 97% trên "Tomatometer", và trung bình là 7,6, dựa trên các bài đánh giá của 63 nhà phê bình. Tóm tắt các sự đồng thuận của nó cho thấy, "Dẫn đầu bởi Jacir Eid Al-Hwietat trong vai chính," Theeb "là một nỗ lực đầu tiên được đảm bảo đáng nể từ đạo diễn kiêm đồng tác giả Naji Abu Nowar. Trên Metacritic, bộ phim đã nhận được điểm trung bình trọng số là 80 trên 100, dựa trên 17 nhà phê bình, cho biết "Bình luận chung thuận lợi".
Trong bài phê bình trên The Guardian, Jonathan Romney đánh giá bộ phim ba trong số năm sao, gọi nó là "Tuyệt vời bắn ở Jordan", "Tham gia chứ không phải là hoàn toàn nắm bắt", và ca ngợi "vòng không thể nhẫn của nó về tính xác thực". Viết cho "[Time Out (magazine)] Time Out"], Trevor Johnston đã cho bộ phim bốn trong số năm sao. Thêm vào đó nó đã có "cảnh quan và cảnh quan hấp dẫn" ông đã hoàn thành bài đánh giá của mình với "Một tính năng thật đáng nhớ đầu tiên". Jay Weissberg viết cho "The Different" là một bộ phim phiêu lưu kinh điển thuộc loại tốt nhất, và một trong những điều hiếm thấy trong những ngày này ".
Matt Damon đã ở Jordan trong giai đoạn quay phim The Martian, và đã được trình chiếu trailer của bộ phim. Ông đã nhận xét: "Chết tiệt, đây không phải là phim kỹ thuật số, đúng không? Điều này có vẻ khó tin, người đàn ông, tôi không thể nói cho bạn biết ấn tượng này như thế nào, bạn đang làm những điều đáng kinh ngạc trong rạp chiếu phim, tôi thực sự muốn xem nó". "Alf, alf Mabrouk cho tất cả những người đóng góp cho TheebFilm cho đề cử Oscar 2010 của mình! Rất tự hào về bạn." Và Nữ hoàng Rania của Hoàng gia Rania đã tweet rằng "Cảm động về việc Teeb được đề cử cho giải Oscars, một bộ phim sản xuất ở Jordan đẹp trên núi Wadi Rum. Tôi hy vọng nó sẽ thắng!" Các chuyên gia nói rằng thành công của Theeb có thể làm tăng mối quan tâm quốc tế trong việc quay phim tại Jordan.

## Giải thưởng
| List of accolades                                         | List of accolades                                           | List of accolades                                                         | List of accolades | List of accolades |
| Award / Film Festival                                     | Category                                                    | Recipient(s)                                                              | Result            |                   |
| --------------------------------------------------------- | ----------------------------------------------------------- | ------------------------------------------------------------------------- | ----------------- | ----------------- |
| 88th Academy Awards                                       | Best Foreign Language Film                                  | Jordan                                                                    | Đề cử             |                   |
| 69th British Academy Film Awards                          | Best Film Not in the English Language                       | Naji Abu Nowar                                                            | Đề cử             |                   |
| 69th British Academy Film Awards                          | Outstanding Debut by a British Writer, Director or Producer | Naji Abu Nowar, Rupert Lloyd                                              | Đoạt giải         |                   |
| 71st Venice International Film Festival                   | Best Director (Horizons)                                    | Naji Abu Nowar                                                            | Đoạt giải         |                   |
| 71st Venice International Film Festival                   | Best Film (Horizons)                                        | Naji Abu Nowar                                                            | Đề cử             |                   |
| Beijing International Film Festival                       | Best Picture by a New Director                              | Naji Abu Nowar                                                            | Đoạt giải         |                   |
| Buenos Aires International Festival of Independent Cinema | Best Film                                                   | Naji Abu Nowar                                                            | Đề cử             |                   |
| 43rd Belgrade International Film Festival                 | Best Film                                                   | Naji Abu Nowar                                                            | Đoạt giải         |                   |
| 43rd Belgrade International Film Festival                 | Best Script                                                 | Naji Abu Nowar, Bassel Ghandour                                           | Đoạt giải         |                   |
| Dubai International Film Festival                         | Best Film from the Arab World                               | Naji Abu Nowar                                                            | Đoạt giải         |                   |
| Dubai International Film Festival                         | FIPRESCI Prize for Best Narrative Feature                   | Naji Abu Nowar                                                            | Đoạt giải         |                   |
| Abu Dhabi Film Festival                                   | Best Film from the Arab World                               | Naji Abu Nowar                                                            | Đoạt giải         |                   |
| Abu Dhabi Film Festival                                   | Best Narrative Film                                         | Naji Abu Nowar                                                            | Đoạt giải         |                   |
| Abu Dhabi Film Festival                                   | New Horizons Competition                                    | Naji Abu Nowar                                                            | Đề cử             |                   |
| 32nd Miami International Film Festival                    | Jordan Alexander Ressler Screenwriting Award                | Naji Abu Nowar                                                            | Đoạt giải         |                   |
| Cairo International Film Festival                         | Jury Prize for Best Cinematography and Artistic Direction   | Naji Abu Nowar                                                            | Đoạt giải         |                   |
| Asia Pacific Screen Awards                                | Best Youth Feature Film                                     | Naji Abu Nowar, Bassel Ghandour, Rupert Lloyd, Nasser Kalaj, Laith Majali | Đề cử             |                   |
| Las Palmas International Film Festival                    | Audience Award                                              | Naji Abu Nowar                                                            | Đoạt giải         |                   |
| Beijing International Film Festival                       | Best Debut Film                                             | Naji Abu Nowar                                                            | Đoạt giải         |                   |
| London Film Festival                                      | Best First Feature                                          | Naji Abu Nowar                                                            | Đề cử             |                   |
| Malmö Arab Film Festival                                  | Best Feature Film                                           | Naji Abu Nowar                                                            | Đoạt giải         |                   |
| Camerimage                                                | Best Directorial Debut                                      | Naji Abu Nowar                                                            | Đoạt giải         |                   |
| Glasgow Film Festival                                     | Audience Award                                              | Naji Abu Nowar                                                            | Đề cử             |                   |
| Fribourg International Film Festival                      | Grand Prix                                                  | Naji Abu Nowar                                                            | Đề cử             |                   |
| Filmfest München                                          | Best Film By An Emerging Director                           | Naji Abu Nowar                                                            | Đề cử             |                   |